# Elarica Gallacher
Elarica Gallacher (Londres; 21 de agosto de 1989) es una actriz británica. Es más conocida por su papel como Kylie en la telenovela británica EastEnders y por su aparición en la película Harry Potter y el misterio del príncipe. Actualmente utiliza el nombre artístico de Elarica Johnson.

## Filmografía

### Cine
- 2009: Harry Potter y el misterio del príncipe: Camarera en la estación de tren.
- 2010: Chatroom: Ushi.
- 2012: My Brother the Devil: Vanessa.[2]
- 2013 : Powder Room: Jenny.
- 2014: The Forgotten: Carmen.
- 2014: The Place We Go to Hide, cortometraje: Celeste.
- 2015: AfterDeath: Patricia.
- 2016: How to Talk to Girls at Parties: Dark Stella
- 2017: Blade Runner 2049: Doxie #3

### Televisión
- 2008 : Fallout, película para televisión: Aylia.
- 2010: EastEnders, serie de televisión, doce episodios: Kylie.[3]
- 2011: Top Boy, serie de televisión, tres episodios: Sophie.
- 2012: 13 Steps Down, serie de televisión, dos episodios: Nerissa Nash.[4]
- 2013: Jo, serie de televisión, episodio: "Pigalle": Jasmine.
- 2015: The Delivery Man, serie de televisión, episodio: "Celebrity": Comfort Evans.[5]
- 2018:  El Descubrimiento de las Brujas, serie de televisión, episodio 2, personaje Juliette Durand